# Aschistanthera cristanthera
Ascistanthera é um género botânico pertencente à família Melastomataceae.